# Dio è morto (Fiorella Mannoia)
Dio è morto è un brano musicale di Fiorella Mannoia pubblicato il 26 ottobre 2007 come singolo estratto dall'album raccolta, uscito nel 2007, Canzoni nel tempo.. È una cover del brano Dio è morto (se Dio muore, è per tre giorni poi risorge), scritta nel 1967 da Francesco Guccini per i Nomadi.